# 潘盛洲
潘盛洲（1957年8月—），男，汉族，山东即墨人，中华人民共和国政治人物。曾任中国共产党第十九届中央纪律检查委员会委员，中央纪委国家监委驻国务院港澳事务办公室纪检监察组组长、国务院港澳事务办公室党组成员。